# Kanton Poitiers-5
Kanton Poitiers-5 (fr. Canton de Poitiers-5) je francouzský kanton v departementu Vienne v regionu Poitou-Charentes. Skládá se z části města Poitiers a dalších čtyř obcí.

## Obce kantonu
- Croutelle
- Fontaine-le-Comte
- Ligugé
- Poitiers
- Vouneuil-sous-Biard